# 小行星7837
小行星7837（英語：7837 Mutsumi）是一颗围绕太阳公转的小行星。1993年10月11日，安部裕史、宮坂正大在八束郡发现了此天体。
这颗小行星的绝对星等为330.2052860162348等。